# Site du patrimoine de la halte-routière et du Pont couvert
Le site du patrimoine de la halte-routière et du Pont couvert est un site patrimoniale comprenant la Halte-routière et le Pont du Lac-Ha! Ha!.

## Voir plus